# Pseudophilautus sahai
Pseudophilautus sahai é uma espécie de anfíbio gimnofiono da família Rhacophoridae. Está presente na Índia. A UICN classificou-a como quase ameaçada.